# Lumnitzera
Lumnitzera (Willd., 1803) è un genere di piante appartenente alla famiglia delle Combretaceae, diffuso tra le mangrovie costiere dell'oceano Indo-Pacifico.
Il nome del genere è un omaggio al botanico tedesco Stefani Lumnitzer (1750-1806).

## Descrizione

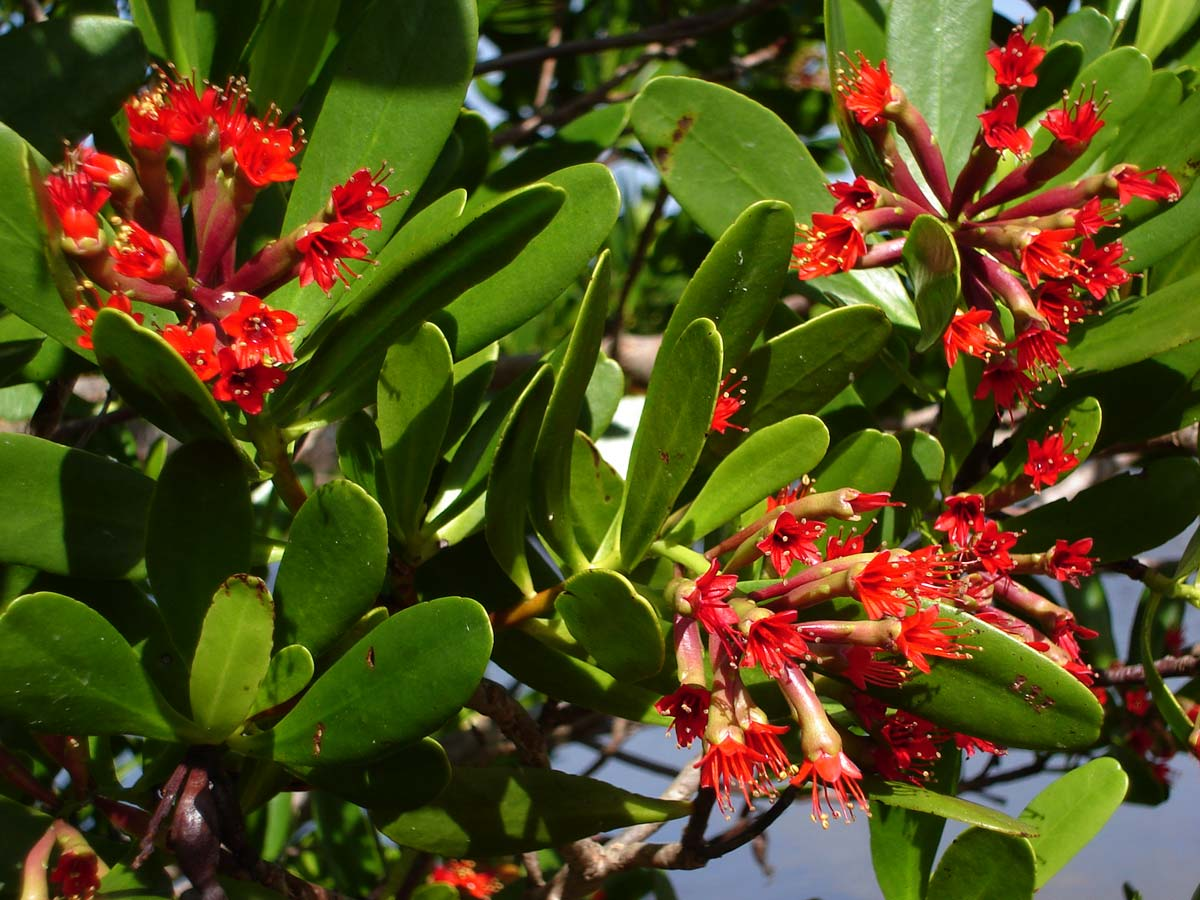
Lumnitzera littorea

Le due specie sono molto simili e differiscono sostanzialmente per la morfologia ed il colore dei fiori, che sono rossi in L. littorea e bianchi in L. racemosa. Entrambe le specie hanno foglie piatte e spatolate, con margini concavi e finemente dentati.

## Distribuzione e habitat
Il genere è presente nelle mangrovie costiere dell'oceano Indo-Pacifico, dall'Africa orientale sino all'Australia, includendo le isole Figi e Tonga.
L. racemosa prevale nella parte occidentale dell'areale mentre L. littorea è preponderante in quello orientale.

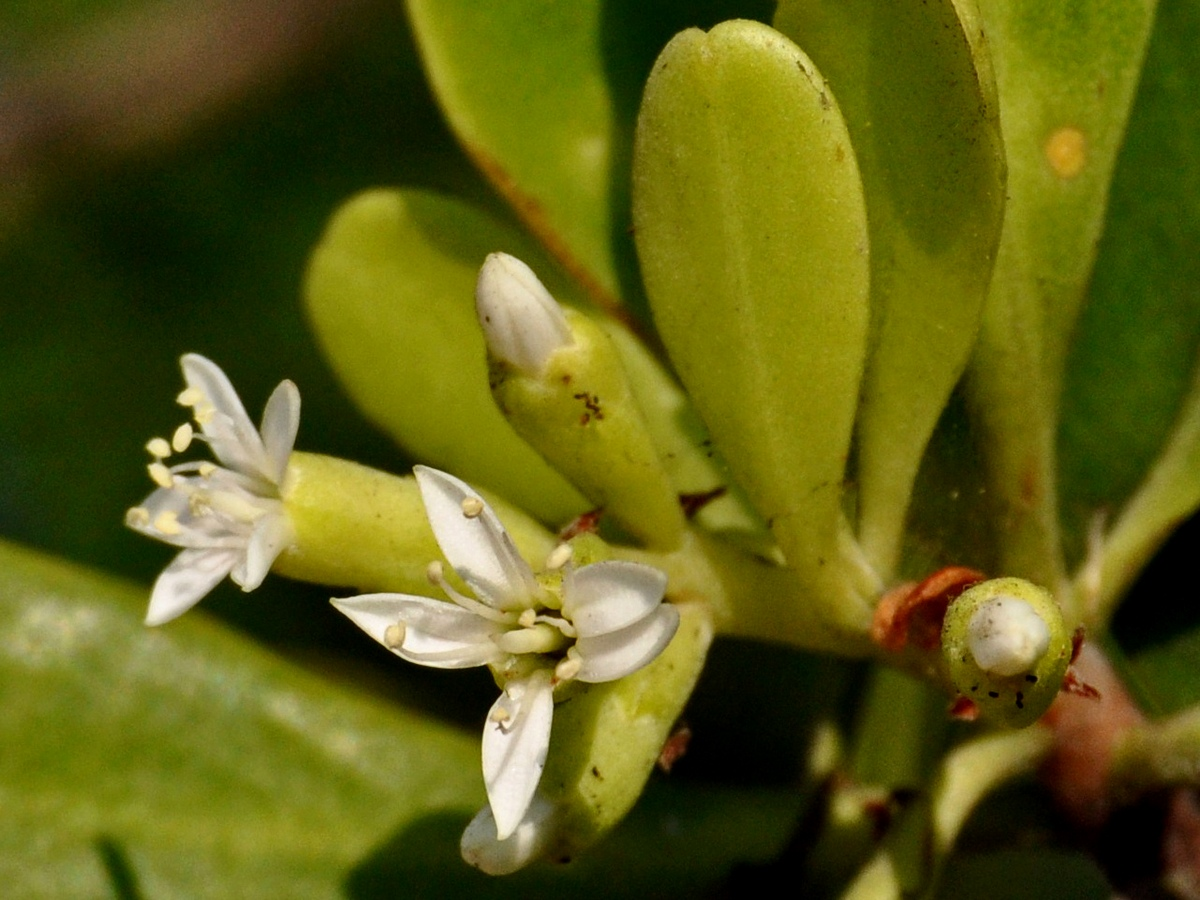
Lumnitzera racemosa

## Tassonomia
All'interno del genere Lumnitzera sono comprese due specie e un ibrido naturale:
- Lumnitzera littorea (Jack) Voigt
- Lumnitzera racemosa Willd.

In alcune zone di sovrapposizione degli areali le due specie possono dar luogo all'ibrido:
- Lumnitzera × rosea Gaud.[3]